# Roter Hang (Rheinhessen)

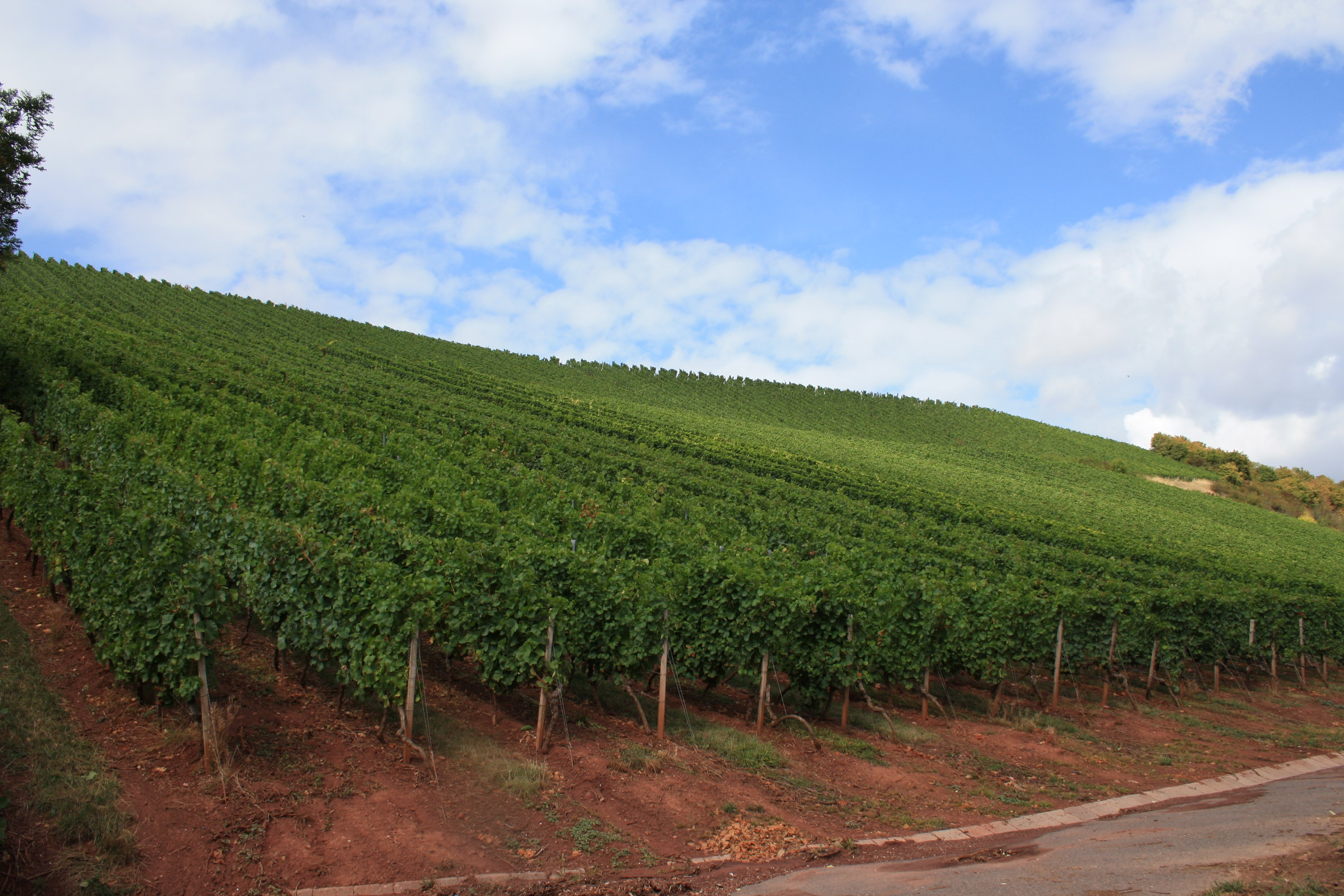
Typische Ausprägung im Bereich Nierstein.

Roter Hang (auch Rheinfront und Rheinterrasse genannt) ist eine umgangssprachliche Bezeichnung für eine Gruppe von Einzellagen am Rheinland-Pfälzischen Rheinufer zwischen Nackenheim und Nierstein. Weinrechtlich hat dieser Begriff keine Bedeutung. Sie ist von Steilhängen dominiert und gehört zu dem Bereich Nierstein innerhalb des Weinbaugebiets Rheinhessen. Zu ihr gehören – von Nord nach Süd – die Einzellagen Rothenberg, Pettenthal, Brudersberg, Hipping, Kranzberg, Ölberg, Heiligenbaum, Orbel und Schloss Schwabsburg. Insgesamt ist der Bereich nur ca. 5 km lang und bis zu 200 Meter breit, doch „erbringen ihre Steillagen einige der reichhaltigsten Rieslinge Deutschlands“.
| Großlage  | Einzellage          | Gemeinde               | Fläche ha | Rebsorten | Ausrichtung   | namhafte Winzer                                                                         |
| --------- | ------------------- | ---------------------- | --------- | --------- | ------------- | --------------------------------------------------------------------------------------- |
| Rehberg   | Rothenberg          | Nackenheim             | 27,87     | Riesling  | OSO           | Gunderloch, Kühling-Gillot, Heyl zu Herrnsheim                                          |
| Rehberg   | Pettenthal          | Nierstein              | 42,00     | Riesling  | WSW           | Braun, Gehring, Gunderloch, Heyl zu Herrnsheim, Kühling-Gillot, Schätzel, Keller        |
| Rehberg   | Brudersberg         | Nierstein              | 1,22      | Riesling  | uneinheitlich | Heyl zu Herrnsheim (Monopol)                                                            |
| Rehberg   | Hipping             | Nierstein              | 33,00     | Riesling  | W             | Braun, Gehring, Gunderloch, Schneider, Seebrich, Strub, Keller                          |
| Rehberg   | Kranzberg           | Nierstein              | 11,73     |           | uneinheitlich |                                                                                         |
| Auflangen | Ölberg              | Nierstein              | 66,00     |           | uneinheitlich | Braun, Gehring, Guntrum, Heyl zu Herrnsheim, Kühling-Gillot, Schneider, Seebrich, Strub |
| Auflangen | Heiligenbaum        | Schwabsburg            | 16,93     | Riesling  | uneinheitlich |                                                                                         |
| Auflangen | Orbel               | Nierstein, Schwabsburg | 4,00      | Riesling  | SO            | Schneider, Strub                                                                        |
| Auflangen | Schloss Schwabsburg | Nierstein              | 7,00      | Riesling  | uneinheitlich | Gehring                                                                                 |

## Geologie und Geografie

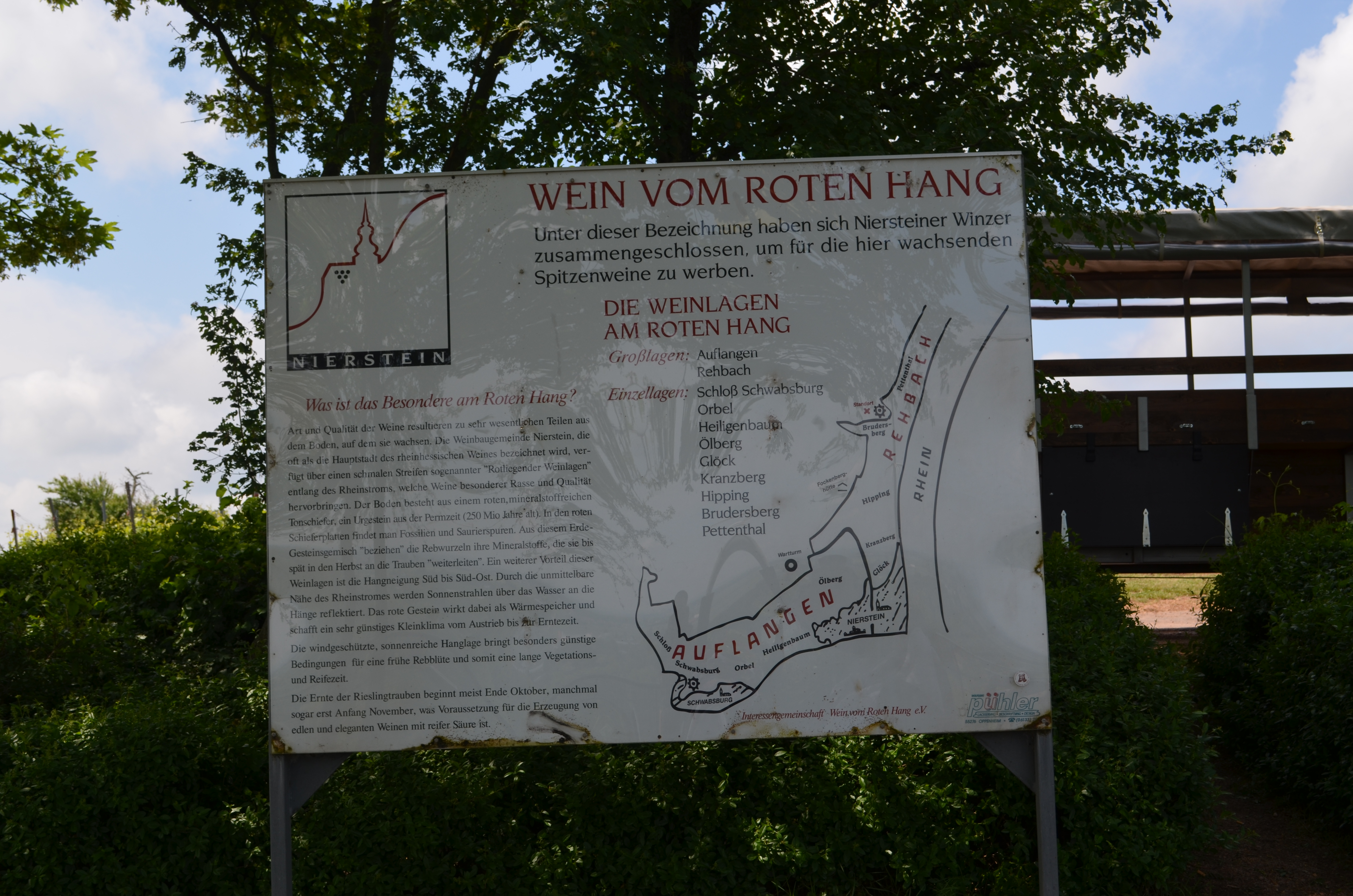
Infotafel am Brudersberg

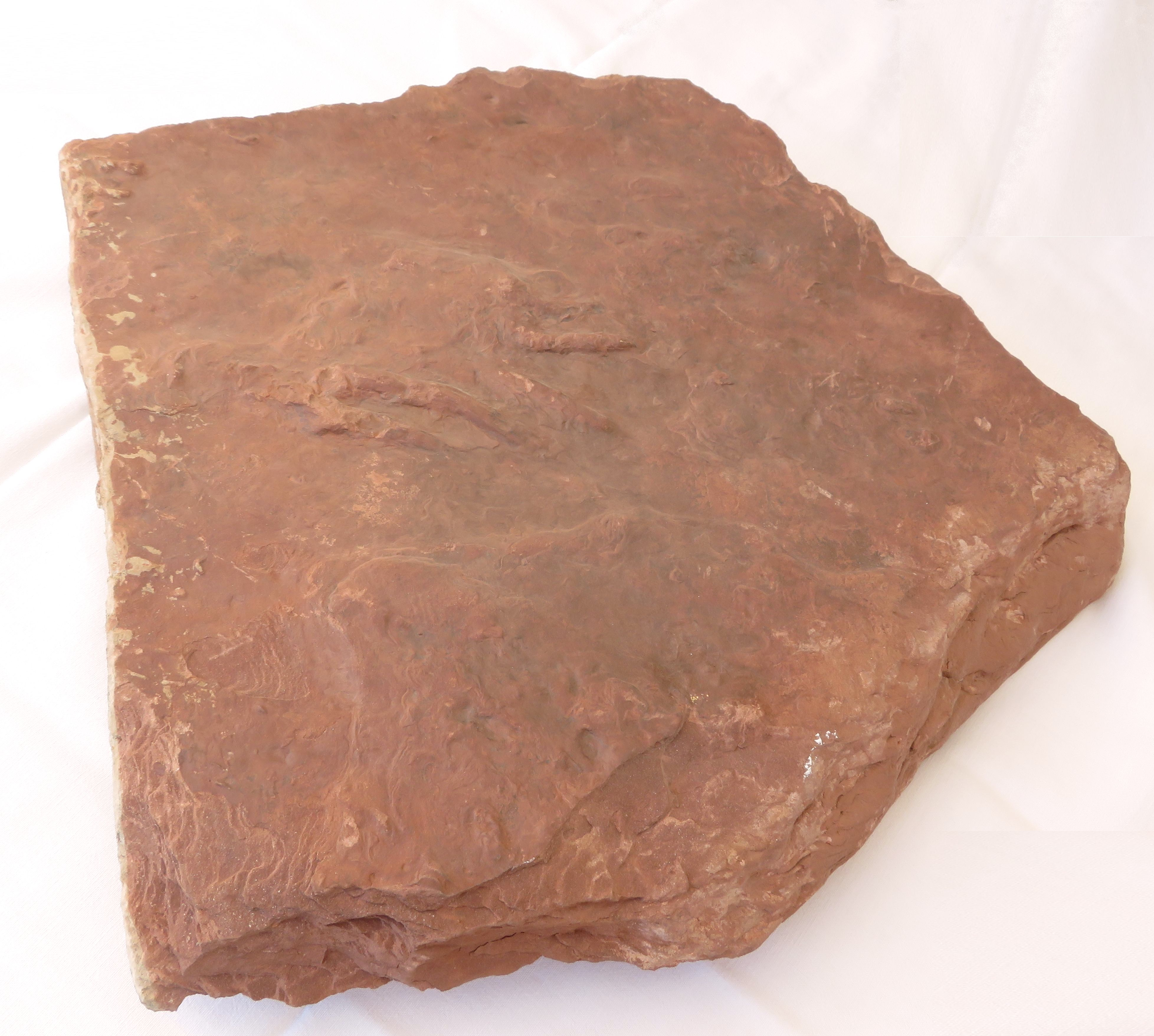
Fossilfund vom Roten Hang

Der Rote Hang ist Teil des Mainzer Beckens. An dieser Stelle treten Rotliegend, also rötliche Sand- und Tonsteine aus dem Erdzeitalter Perm, ans Tageslicht, in die kalkhaltige Bänder eingelagert sind. Sie beinhalten eine Hämatit-Eisenverbindung und sind mindestens 770 Meter mächtig.
Räumlich begrenzende Merkmale dieser Einzellagen sind die deutliche Hangneigung von mehr als 20 % und die einheitliche Bodenqualität. Die Fläche ist deutlich in Nord-Süd-Richtung gestreckt. Während der nördlichste Zipfel des Rothenberg weit in die örtliche Bebauung von Nackenheim hineinreicht und im Süden nur wenig über die Ausdehnung der Insel Kisselwörth hinausgeht, reichen das südlich anschließende Pettenthal und Hipping idealtypisch bis unmittelbar zum Rheinufer. Sie werden nur durch die Bahnstrecke Mainz–Mannheim und die parallel führende B 9 getrennt. Brudersberg kann als eine einzelne Parzelle verstanden werden, die durch eine Bodenfalte fast südlich ausgerichtet wird.
Der Kranzberg ist durch andere, flacher gerichtete Weinberge vom Rhein getrennt; die Sonnenausrichtung ist etwas uneinheitlich. Nach Westen schließt der Ölberg und noch weiter der Heiligenbaum an, die sich nun vom Rhein immer weiter abwenden und eine südliche Ausrichtung erhalten. Sie grenzen unmittelbar an die Bebauung des Oberdorfes von Nierstein an. Am oberen Rand vom Ölberg befindet sich der 10 Meter hohe Wartturm, der als Aussichtspunkt genutzt werden kann und heute das Wahrzeichen von Nierstein ist. Er ist bis ins Jahr 1521 nachweisbar.
Die beiden Lagen Orbel und Schwabsburg werden durch die Gemeindegrenze zwischen Nierstein und Schwabsburg geteilt. Von hier ist der Rhein kaum noch zu sehen, weil sich die Weinberge am Südhang des Flügelsbachs ausdehnen. In diesem westlichsten Bereich läuft der Flügelsbach um den Schwabsberg mit teilweise rein westlicher Ausrichtung.
Touristisch ist der Rote Hang durch einen Wanderweg erschlossen, der die beiden Weinorte Nackenheim und Nierstein miteinander verbindet. Im touristischen Angebot sind beispielsweise Kutschfahrten, um den Kulturinteressierten das Gehen der teils steilen Wegstrecken zu ersparen. 30 Winzerfamilien einschließlich der Staatlichen Weinbaudomäne in Oppenheim haben sich in einem Verein zusammengeschlossen, um das Potential besser vermarkten zu können.